# Motor War Car

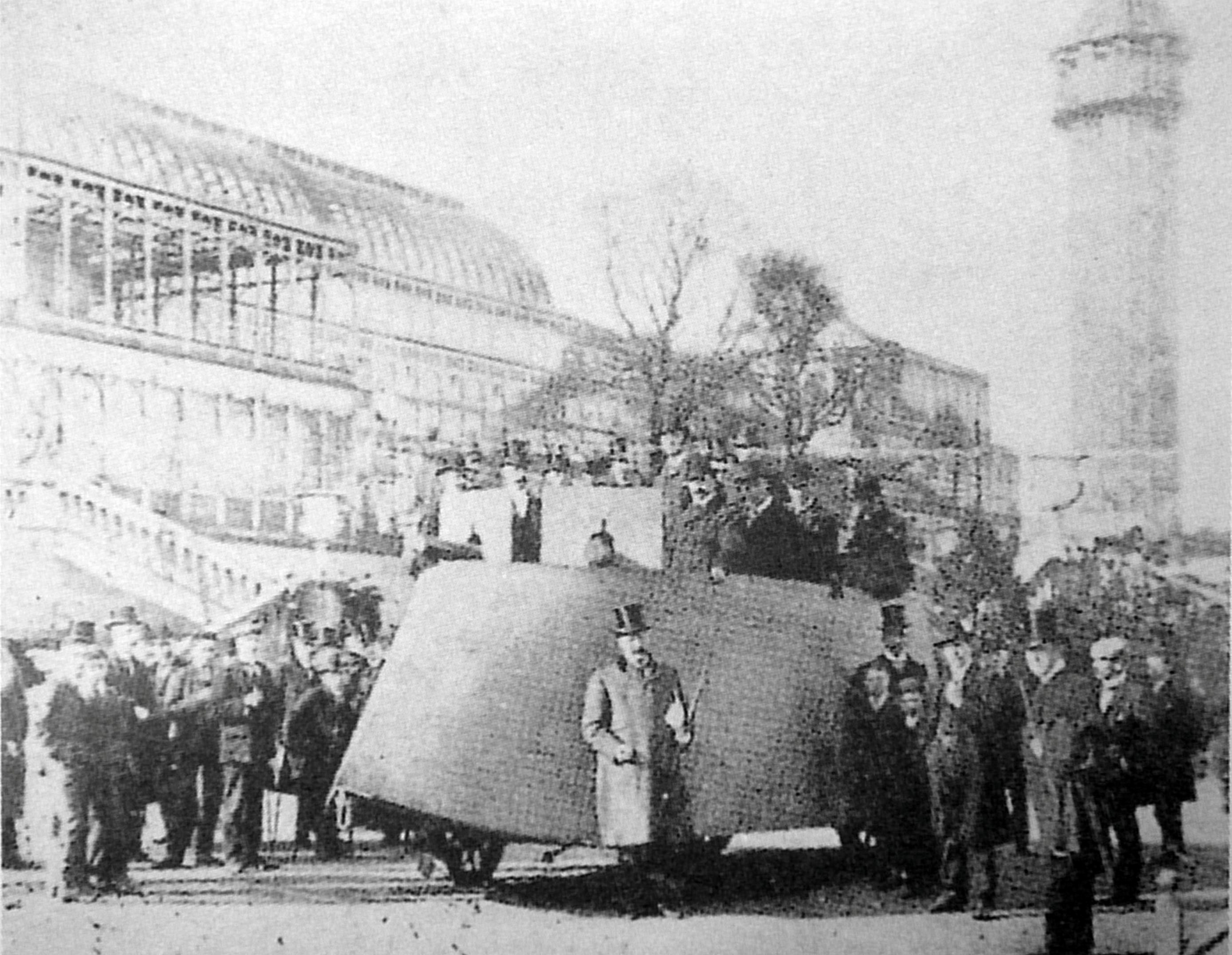
El Motor War Car de Simms en The Crystal Palace, Londres, abril de 1902.

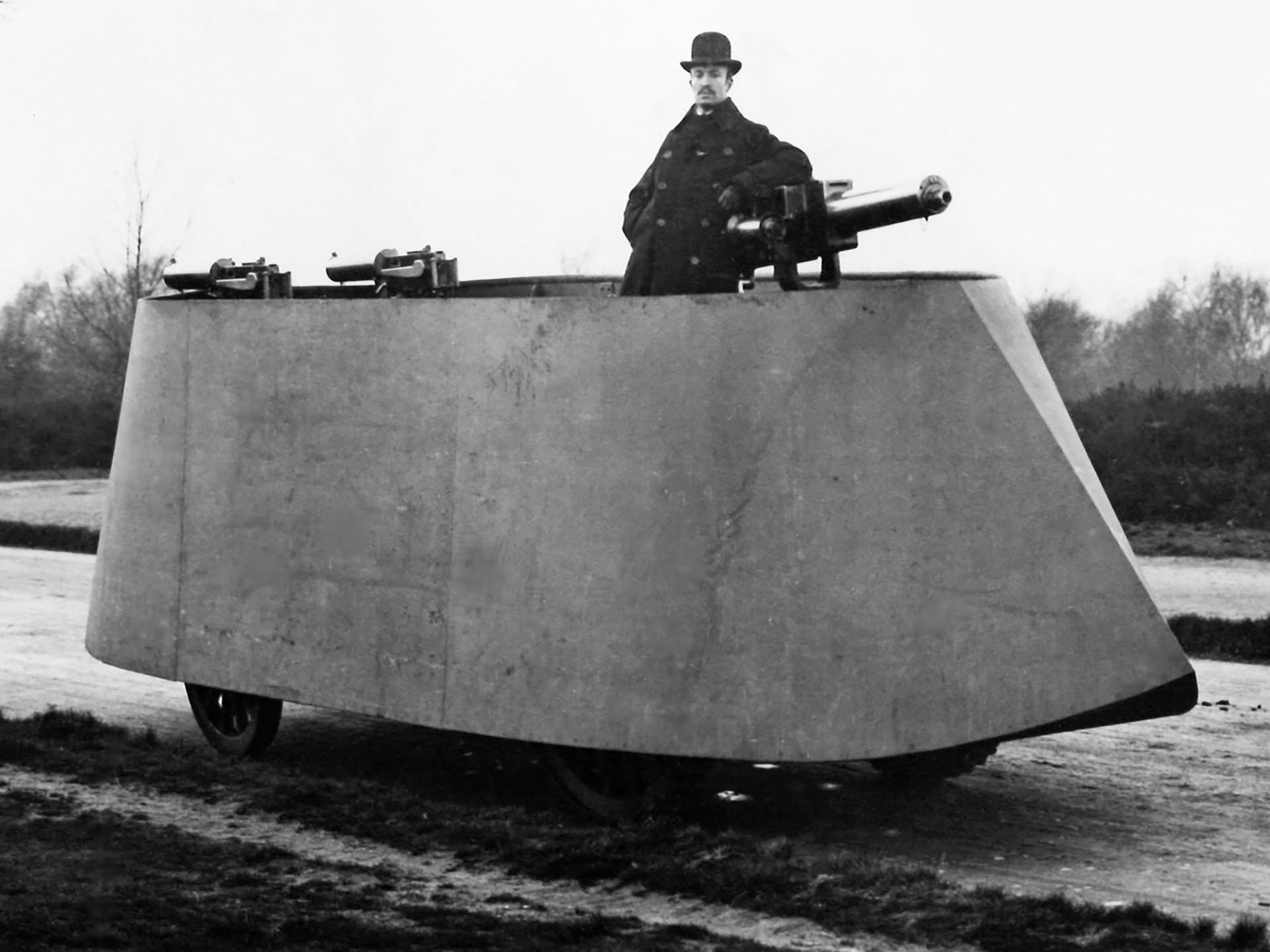
El Motor War Car de Simms.

El Simms Motor War Car fue el primer automóvil blindado construido, diseñado por F. R. Simms. 
El ejército británico encargó un solo prototipo en abril de 1899, unos meses antes de que estallara la Segunda Guerra de los Bóeres. Fue construido por Vickers, Sons & Maxim de Barrow sobre un chasis especial de Daimler construido por Coventry y tenía un motor Daimler construido en Alemania.
Debido a las dificultades que surgieron, incluyendo una caja de cambios destruida por un accidente de tráfico, Vickers no entregó el prototipo hasta 1902, y para entonces las guerras sudafricanas habían terminado. El vehículo fue una mejora con respecto al diseño anterior de Simms, conocido como Motor Scout, que fue el primer vehículo armado (pero no blindado) propulsado por un motor de gasolina.
El vehículo tenía un blindaje Vickers de 6 mm de espesor y estaba propulsado por un motor Cannstatt Daimler de 16 caballos de fuerza de cuatro cilindros y 3,3 litros, lo que le daba una velocidad máxima de alrededor de 14,5 km/h (9 millas por hora). El armamento, compuesto por dos ametralladoras Maxim, se transportaba en dos torretas con un recorrido de 360°. Algunas fuentes también mencionan un solo cañón QF de una libra.
Totalmente equipado, el vehículo tenía una longitud total de 8,5 m (28 pies), con una manga de 2,4 m (8 pies), un ariete en cada extremo, dos torretas y dos ametralladoras. Era "capaz de correr sobre superficies muy irregulares". Fue diseñado para ser operado por una tripulación de cuatro hombres. 
El Simms Motor War Car fue presentado en el Crystal Palace, Londres, en abril de 1902.
Otro vehículo blindado de la época fue el Charron, Girardot et Voigt 1902 francés, presentado unas semanas antes en el Salon de l'Automobile et du cycle de Bruselas, el 8 de marzo de 1902.